# Paradise Valley (Nevada)
Paradise Valley é uma região censitária no condado de Humboldt, estado do Nevada nos Estados Unidos, próxima da fronteira sudeste da Humboldt National Forest ("Parque Florestal Nacional de Humboldt").  Fica no término norte da Nevada State Route 290, a cerca de 31 quilómetros a nordeste da  U.S. Highway 95 e a 64 quilómetros a norte de  Winnemucca, a capital do condado de que faz parte. Segundo o censo efetuado em 2010, a região censitária de Paradise Valley tinha 109 habitantes.

## Demografia
Segundo o censo de 2010, viviam nesta região censitária 109 pessoas, havia 51 alojamentos e 35 famílias residindo nela. Do ponto de vista étnico, 89.0% dos habitantes eram brancos. Em relação à distribuição étaria, 17 pessoas tinham até 14 anos, enquanto 67 tinham mais de 40 anos, revelando uma população envelhecida.

## Cultura popular
O nome da localidade vem referido no começo do segundo verso da canção  "This Old Skin" dos  The Beautiful South. Claude Dallas acusado de ter morto dois guardas florestais em 1981 no estado de Idaho foi condenado a vários anos de prisão, conseguiu escapar da prisão e seria recapturado quase um ano depois próximo de  Paradise Valley.

## Educação
O Humboldt County School District serve a comunidade.
A única escola existente em Paradise Valley é a  Paradise Valley School, que tem alunos desde o infantário até ao 8.ºano.